# Distretto di Shizhong (Zaozhuang)
Il distretto di Shizhong (市中区S, Shìzhōng QūP) è un distretto della Cina, situato nella provincia dello Shandong e amministrato dalla prefettura di Zaozhuang.